# Егоров, Владимир Павлович (железнодорожник)
Владимир Павлович Его́ров (1915 — 1993) — начальник службы сигнализации и связи ЮУЖД, лауреат Сталинской премии третьей степени (1952).

## Биография
Родился 15 (28 мая) 1915 года на станции Тихорецкая (сейчас Тихорецк, Краснодарский край).
Трудовая деятельность и учёба:
- 1931 — сезонный рабочий 1-й дистанции сигнализации и связи Северо-Кавказской железной дороги
- 1931—1934 — рабочий телефонно-телеграфных линий там же
- 1934—1937 — старший электромеханик там же
- 1936—1937 — студент Московского электротехнического института инженеров сигнализации и связи (МЭИИСС)
- 1937—1938 — студент Ленинградского электротехнического института связи
- 1938—1947 — заместитель начальника, с 1943 года начальник службы сигнализации и связи Амурской железной дороги
- 1947—1968 — начальник службы сигнализации и связи Южно-Уральской железной дороги
- 1968—1984 — главный инженер Южно-Уральской железной дороги.

## Признание
- орден Трудового Красного Знамени (31.7.1954)
- орден «Знак Почёта»
- медали «За трудовую доблесть» (17.2.1951).
- Сталинская премия третьей степени (1952) — за разработку и внедрение локомотивной автоматической сигнализации с непрерывным автостопом